# Joseph Ochaya
Joseph Ochaya, né le 14 décembre 1993 à Kampala, est un footballeur ougandais qui joue au poste d'attaquant.

## Biographie
Il commence sa carrière au club local du Kampala City Council avant de partir disputer la deuxième partie du championnat vietnamien 2011 en compagnie de plusieurs compatriotes. 
Ochaya dispute avec son nouveau club du Navibank Saigon 11 matches en inscrivant 3 buts. Il dispute également la finale de la Coupe du Viêt Nam remportée 3-0 face à Sông Lam Nghệ An.
Joseph Ochaya est membre de la sélection olympique ougandaise.

## Palmarès
- Coupe du Viêt Nam : 2011
- CECAFA Tusker Cup : 2012